# 四日市朝鮮初中級学校

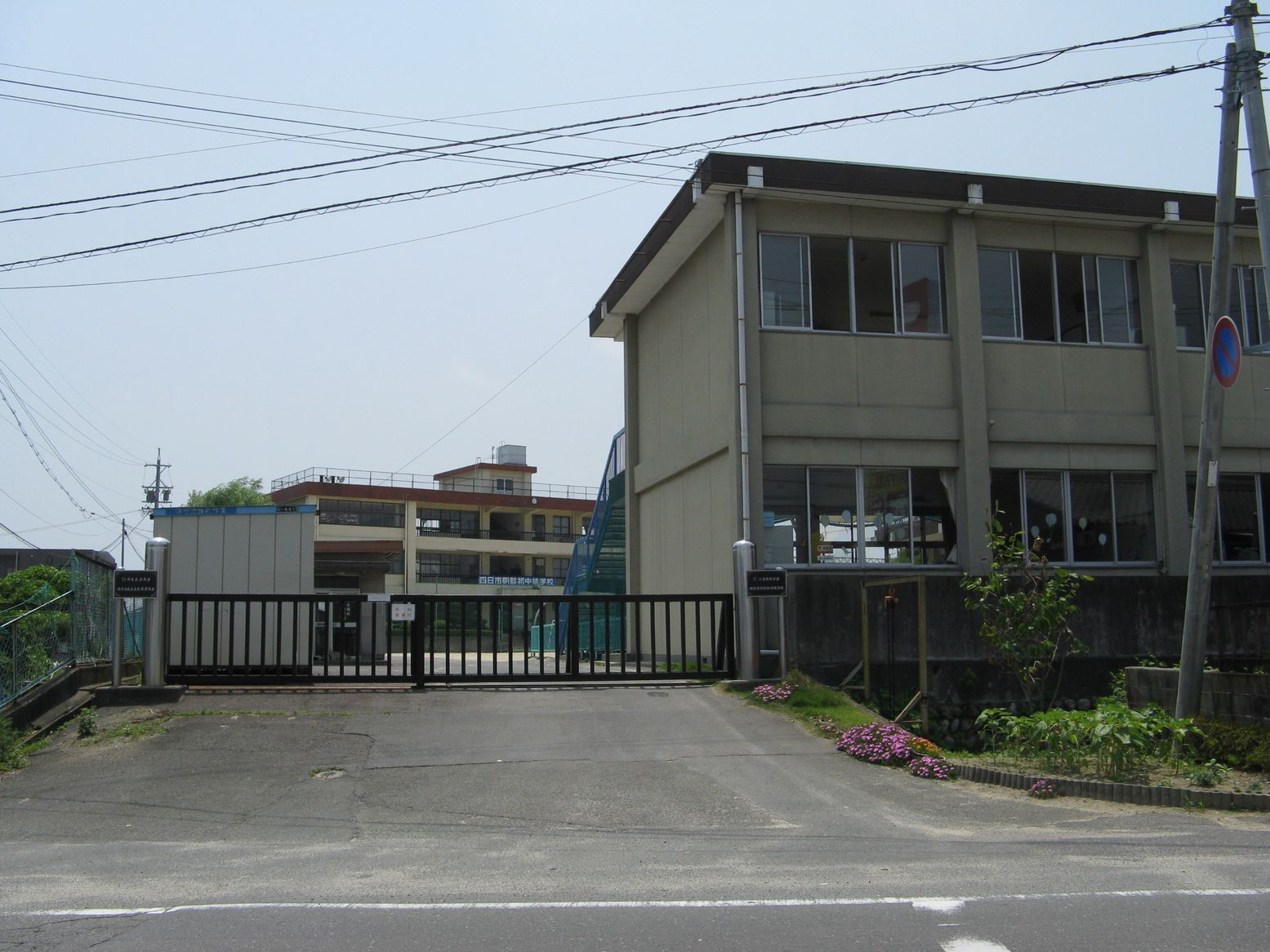
四日市朝鮮初中級学校

四日市朝鮮初中級学校（よっかいちちょうせんしょちゅうきゅうがっこう、욕가이찌조선초중급학교）は、三重県四日市市にある朝鮮学校。

## 概要
日本の幼稚園・小中学校に相当する教育を行っている各種学校（非一条校）である。三重県唯一の朝鮮系学校で三重県各地から在日朝鮮人の子供達が通う。最寄の阿倉川駅を利用しての電車通学生も多い。
また、付近の海蔵地区、羽津地区、橋北地区、三重地区の小中学校との交流活動にも力をいれており、交流会では民族舞踊などを披露している。

## 沿革
- 1946年（昭和21年） - 四日市橋北分校として開設。
- 1947年（昭和22年） - 四日市橋北初等学園。
- 1949年（昭和24年） - 朝鮮学校閉鎖令につき一時閉鎖。
- 1955年（昭和30年） - 中級部を設置。
- 1957年（昭和32年） - 現校名となる。
- 1972年（昭和47年） - 幼稚班設置。
- 2006年（平成18年） - 60周年を迎える。

## 学科
- 中級部
- 初級部
- 幼稚班

## 生徒数
2013年（平成25年）5月の時点で56人。
2021年（令和3年）9月の時点で20人。少子化の影響で生徒数の減少傾向にある。

## 所在地
- 〒510-0803：三重県四日市市阿倉川町8-30

## 最寄り駅
- 近鉄名古屋線 阿倉川駅。